# Быжарган
Быжарган — озеро в Мендыкаринском районе Костанайской области Казахстана. Находится в 2 км к югу от села Красная Пресня.
По данным топографической съёмки 1958 года, площадь поверхности озера составляет 1,06 км². Наибольшая длина озера — 1,5 км, наибольшая ширина — 1 км. Длина береговой линии составляет 4 км, развитие береговой линии — 1,08. Озеро расположено на высоте 92,7 м над уровнем моря.